# جون بيدويل
جون بيدويل هو عالم طبيعة وجيولوجي وعالم بيئة وسياسي أمريكي، ولد في 5 أغسطس 1819 في مقاطعة تشاتاقوا في الولايات المتحدة، وتوفي في 4 أبريل 1900 في تشيكو في الولايات المتحدة. نشط حزبياً في الحزب الجمهوري والحزب الديمقراطي. وقد انتخب عضو مجلس ولاية كاليفورنيا ‏ (1849 – 1851) وانتخب عضو مجلس النواب الأمريكي (4 مارس 1865 – 3 مارس 1867).

## وصلات خارجية
- جون بيدويل على موقع الموسوعة البريطانية (الإنجليزية)